# Příbojová jeskyně

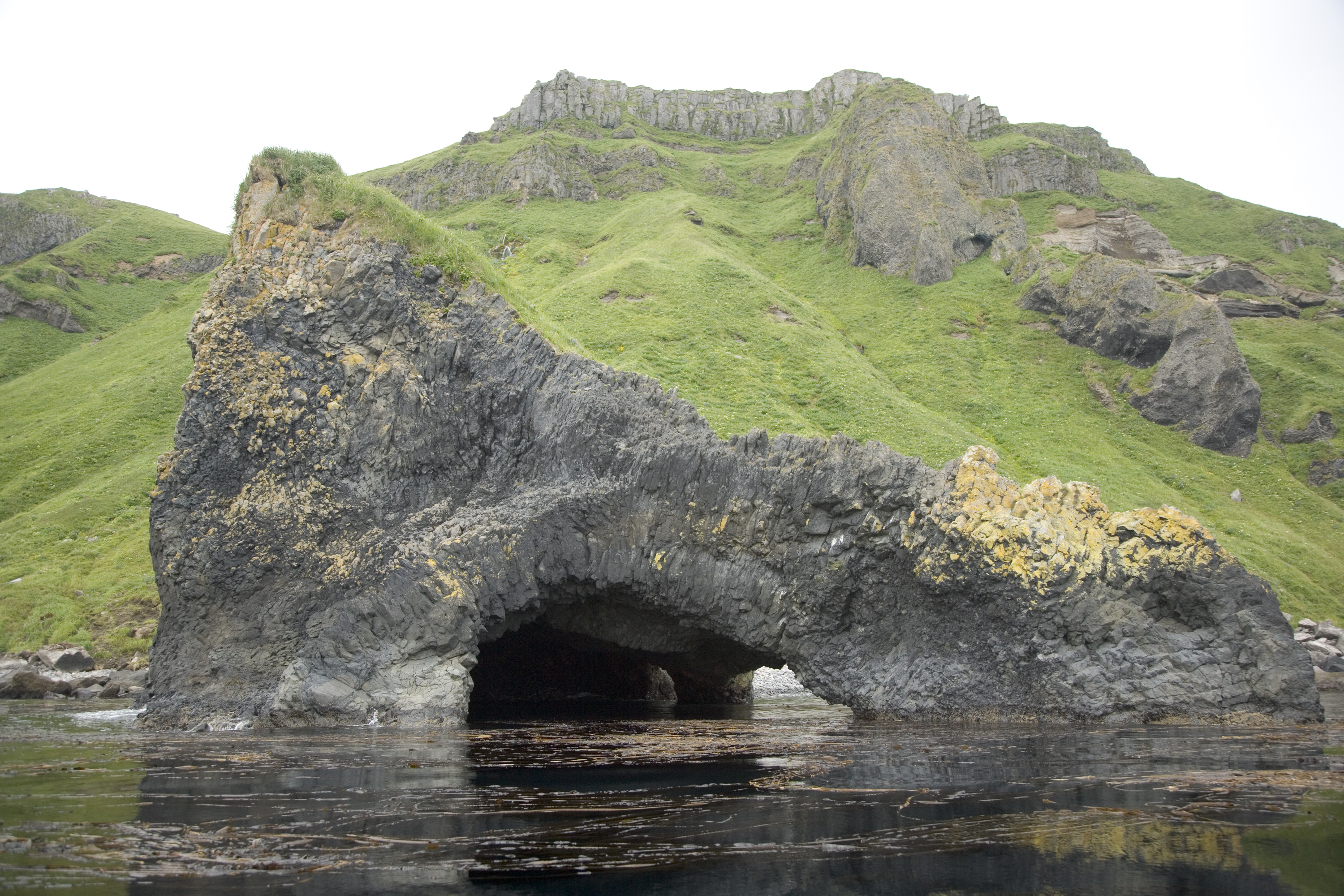
Jeskyně v čedičových vyvřelinách na ostrově Akun v aleutském souostroví (Aljaška, USA)

Příbojová jeskyně nebo také abrazní jeskyně je pobřežní jeskyně vytvořená abrázní činností příbojových vln. Při nárazech vln na skalnaté pobřeží dochází k selektivní abrazi a vydrolení části horniny s následným vytvořením jeskynních dutin. Takto vzniklé převisy nad dutinami se často postupem času zhroutí a vytvářejí strmé pobřežní srázy.